# Молодовая
Молодова́я (укр. Молодова) — село,
Молодовский сельский совет,
Волчанский район,
Харьковская область, Украина.
Код КОАТУУ — 6321684401. Население по переписи 2001 года составляло 659 (300/359 м/ж) человек.
Является административным центром Молодовско́го сельского совета, в который не входят другие населённые пункты.

## Географическое положение
Село Молодовая находится в 32 км от Волчанска на правом берегу Печенежского водохранилища (река Северский Донец) в месте впадения в него Берёзовой Балки; :выше по течению в 2-х км расположен пгт Старый Салтов.
Село окружено большим лесным массивом (дуб) урочища Хотомлянская дача.

## История
- 1635 — дата основания слободы[1].
- В 1940 году, перед ВОВ, в селе было 370 дворов, пруд и свой сельсовет.[3]
- В 1966 году население составляло 1005 человек, в основном русских. В селе были школа, клуб, библиотека, колхоз им. М. И. Калинина с 4000 га земли.
- В 1993 году в селе действовали свой Молодовской сельсовет, ХТМ лесничество, детсад, Дом культуры, магазины, мастерская, школа, медпункт, отделение связи, почта, Чугуевская птицефабрика.[4]

## Экономика
- В селе есть молочно-товарная и птице-товарная фермы, машинно-тракторные мастерские.
- Лесничество.
- Садовое товарищество «Фиалка».
- Садовое товарищество «Омега».
- Садовое товарищество «Домостроитель».
- Ставок (пруд).
- В лесу озеро с форелью на базе отдыха "Караван".

## Объекты социальной сферы
- Школа I—III ст. (закрыта в 2015 году)
- Спортивная площадка.

## Достопримечательности
- Братская могила советских воинов. Похоронены павших 427 воинов.
- Ландшафтный заказник местного значения «Соколята». Площадь 501,0 га. Размещено около села Молодовая, Хотомлянское и Старосалтовское лесничество. Фрагмент типичных для лесостепной зоны ландшафтов сильно изрезанных лесных холмов с серыми и темно-серыми лесными грунтами. Это — найценнейшая часть лесного массива на плато и его склонах[6].

## Религия

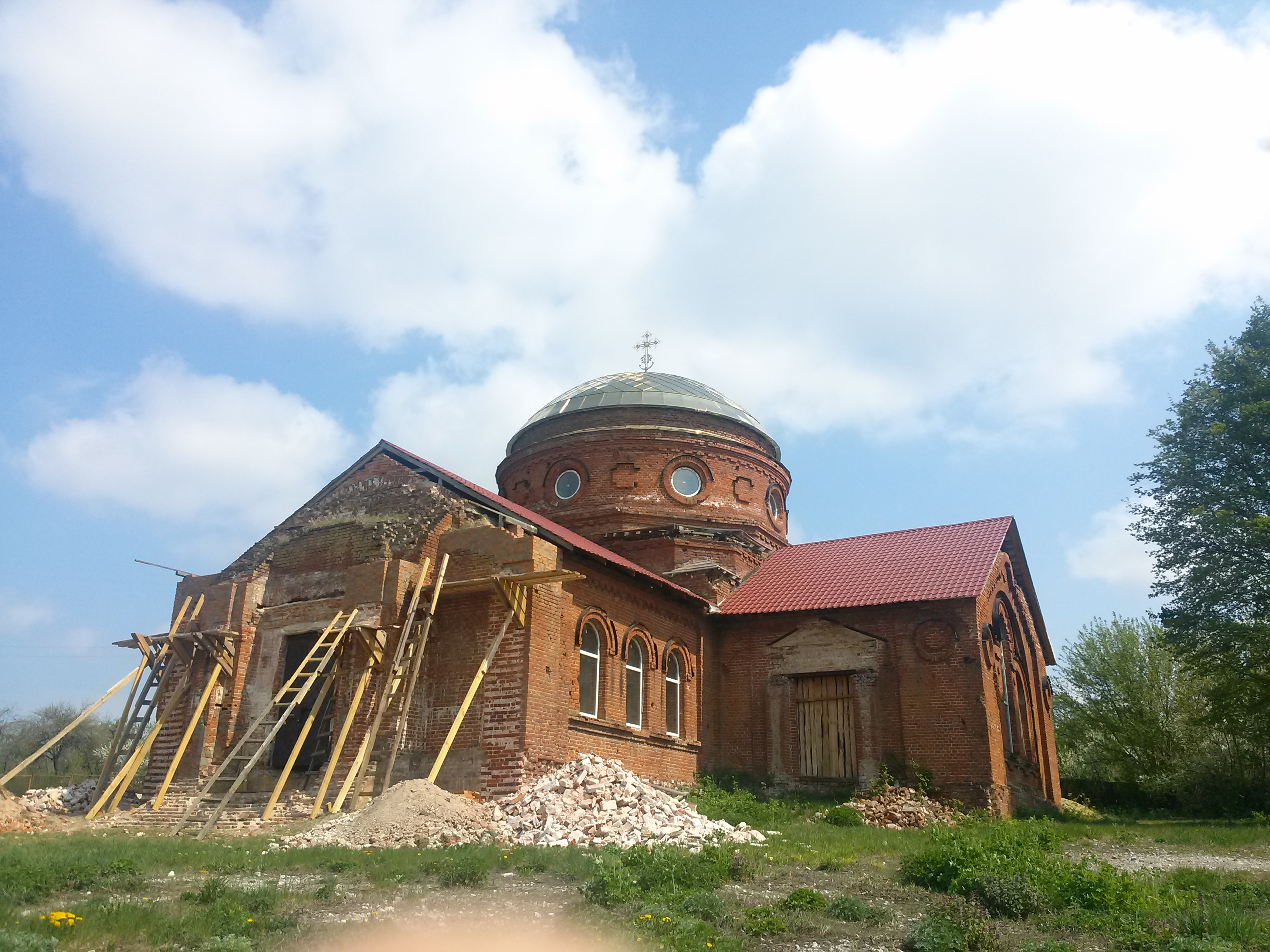
Церковь Богоявления Господня

Небольшая одноэтажная каменная православная церковь Богоявления Господня расположена в центре села на высоком холме. Она строилась в течение десяти лет на средства мелких помещиков и жителей окрестных хуторов, богослужения начались в 1896 году. В 30-е годы храм был закрыт. Высокая колокольня была разрушена. Старожилы рассказывают, что колокол был тайно ночью вывезен в лес и закопан в землю. После войны в здании церкви разместился Дом Культуры, позднее — колхозный амбар.
До 2011 года здание простояло полуразрушенным. В настоящее время проводится реставрация храма под руководством протоиерея Ильи (Скибы). Богослужения проводятся в храме еженедельно по воскресеньям, а также в дни церковных праздников (вечерняя служба совершается накануне воскресных и праздничных дней)